# Polypedilum multiannulatum
Polypedilum multiannulatum är en tvåvingeart som först beskrevs av Tokunaga 1938.  Polypedilum multiannulatum ingår i släktet Polypedilum och familjen fjädermyggor. Inga underarter finns listade i Catalogue of Life.